# Улица Милоша Обреновића (Обреновац)
Улица Милоша Обреновића је централна и најстарија улица у Обреновцу. Са својим трговачко-пословним и угоститељским садржајима, смештеним у објекте 19. века, представља пример историјске вредности са мноштвом ликовних детаља. На регулационим линијама улице Милоша Обреновића изграђено је укупно 216 објеката, од којих је 71 подигнут пре доношења регулационог плана, 126 је настало у време његове реализације до 1941. године, док је преосталих 19 подигнуто после 1945. године, са циљем замене старих чаршијских кућа новим вишеспратним блоковима.

## Историја
У Србији су 1839. године формирани срезови и од тада Палеж постаје средиште среза Посавског. Ово је утицало на даљи развој насеља као административног, трговачког и занатског средишта Посавине и региона Колубаре и Тамнаве. У част повратка кнеза Милоша Обреновића на престо Србије варошица Палеж је 1859. године променила име у Обреновац. На основу Уредбе о регулацији вароши и варошица у Србији и њиховом уређењу, донете 1885. године, Министарство грађевина за потребе Општине израдило је 1889. године Регулациони план вароши Обреновац. На плану су уцртане постојеће саобраћајнице, улице,путеви и зграде. Обреновац је тада имао уцртане само две улице, Ваљевску и Црквену. Ваљевска улица је била дужа и још тада достизала дужину од 1300 метара са трасом у облику слова „S“ у правцу ка Ваљеву. Црквена улица имала је дужину од 300 метара и простирала се од раскрснице са Ваљевском улицом до моста на Купинцу. Од пијаце у центру насеља, улице које воде на северозапад и на североисток биле су скоро неизграђене. Са северне стране насеља трасирана је улица Вука Караџића и просечене су четири попречне улице, које су на приближно једнаким растојањима повезивале све три подужне улице.
Први регулациони план уноси елементе реда у средиште чаршије. Градски центар, око зелене пијаце-сквера, формирају зграде: општина, пошта, банка - Обреновачка задруга и хотел Стојана Антоновића (данашњи Централ).

У стилском погледу у чаршији доминира архитектура без декоративних детаља. Бондручна конструкција карактеристична је за већину објеката подигнутих у 19. веку.

Други систем конструкције по коме су грађене куће у чаршији је од опеке са масивним зидовима и скромним стилским уличним фасадама. Овакве зграде почињу да се граде крајем 19. и почетком 20. века. Применом савремених конструкција са армирано-бетонским носећим елементима, средином 20. века, поред кућа, граде се и вишеспратнице, које се не уклапају у агломерацију приземних једноспратних чаршијских кућа.
- Стара варошка кућа у улици Милоша Обреновића из 19. века
- Стара варошка кућа у улици Милоша Обреновића (почетак 20. века)
- Стара варошка кућа у улици Милоша Обреновића из 19. века
- Стара варошка кућа у улици Милоша Обреновића из 19. века
- Варошка кућа у улици Милоша Обреновића саграђена у 20. веку

## Улицом Милоша Обреновића
Улицом Милоша Обреновића, обреновачка чаршија од броја 2 до 216 и од броја 1 до броја 175, са припадајућим парцелама, је под заштитом Завода за заштиту споменика културе града Београда као целина с историјским или архитектонским вредностима.

###### Бр.9
Михаило С. Нејковић основао је  1910. године, занатску радњу која се и данас бави поправком бицикла и израдом браварских предмета.

###### Бр.27
Кућа у којој се родио народни херој Влада Аксентијевић (1916 - 1942)                                                                                                                      
се налази у Обреновцу. Као родна кућа народног хероја Владе Аксентијевића има статус непокретног културног добра као споменик културе
Интегрални део Чаршије је и простор Малог трга (Улица Владе Аксентијевића у потезу од Улице Милоша Обреновића до Улице војводе Мишића).
Кућа предратног индустријалца Александра Симовића, кроз векове мењала је и власнике и намену, а сада је овде смештена градска кафана „ Централ”.

##### Бр. 128
Године 1840. године српска држава доноси одлуку о увођењу поштанског саобраћаја. Након три године, 15. октобра 1843.године, донет је законски акт Устројеније Поштснког Заведенија (Организација поштанске службе). Овим актом је одлучено да се дотадашње мензуалне претворе у поште и да се у њима обавља поштански  саобраћај. Међу првих тридесета била је и Пост-Експедиција Палежа.

##### Бр. 132
Обреновачко минерално купатило изграђено је 1900. године. Општина је направила каде за купање у згради коју је поклонио богати Обреновачки трговац Ђука Марковић.
Обновљено је 1928. године, када је имало 25 порцеланских кади.
Главни чланак: Обреновачка бања

##### Бр.169
Развој школства у Обреновцу и околини има веома дугу традицију. Прва школа у Палежу, назив за Обреновац до 1859. године, отворена је 1824. године и свакако спада у ред најстаријих установа те врсте у Србији.

##### Бр. 182
Библиотека “Влада Аксентијевић”,смештена је у атрактивној и најстаријој варошкој грађевини, “чесном дому” породице Михаиловић са почетка 19. века, у којој је некада и сам Књаз Милош бивао чест гост, због чега је и данас позната као Милошев конак. 
Главни чланак:Библиотека „Влада Аксентијевић” Обреновац